# Cis yamamotoi
Cis yamamotoi is een keversoort uit de familie houtzwamkevers (Ciidae). De wetenschappelijke naam van de soort werd in 1997 gepubliceerd door Kawanabe.